# Pteronymia eurythea
Pteronymia eurythea är en fjärilsart som beskrevs av Köhler 1929. Pteronymia eurythea ingår i släktet Pteronymia och familjen praktfjärilar. Inga underarter finns listade.